# Марис, Маттейс
Маттейс Марис (нидерл. Matthijs Maris; 17 августа 1839, Гаага — 22 августа 1917, Лондон) — нидерландский художник, литограф и график.

## Жизнь и творчество

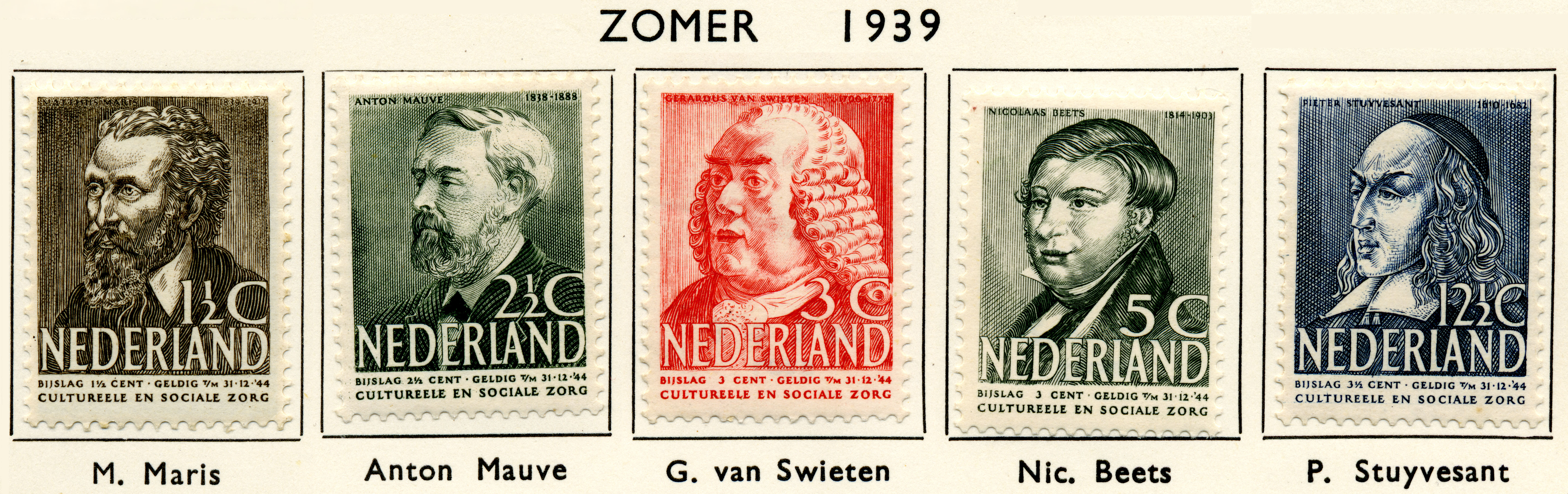
Маттейс Марис на почтовой марке Нидерландов (1939)

Маттейс Марис был средним из трех братьев-художников — Якоба, Маттейса и Виллема Марисов. Предки Марисов были выходцами из Чехии, переселившимися в Нидерланды в начале XIX века. В 1851 году Маттейс учится рисовать у художника И. К. Элинка Стерка, при помощи которого получает стипендию для учёбы в гаагской Королевской академии изящных искусств (1852—1855). С 1854 года учился у Луи Мейера. В 1855—1858 годах он, вместе со старшим братом Якобом, учится в антверпенской Академии художеств у Никеза де Кейзера.
В 1859 году Маттейс и Якоб получают от принцессы Марианны Оранской-Нассау заказ на серию портретов, что позволило им открыть собственную художественную мастерскую в Гааге, а также рисовать в имении Остербек, нидерландской художественной колонии, подобной французскому Барбизону. Первоначально Маттейс, как и Якоб, рисует в стиле старых голландских мастеров XVII столетия. Приблизительно в 1870 году он знакомится с творчеством художников основанной Йозефом Исраэлсом Гаагской школы, близкой по духу художникам-барбизонцам. Маттейс постепенно отходит от реалистической живописи, сближается с импрессионистами, в его более поздних работах ощущается также явное влияние художников-прерафаэлитов и символизма.
В 1860 году Якоб и Маттейс совершают путешествие вверх по Рейну до Швейцарии, и возвращаются в Голландию через Францию. Во время этой поездки художники знакомятся с такими немецкими живописцами-назарейцами, как Мориц фон Швинд и Вильгельм фон Каульбах, под влиянием которых увлекаются романтизмом. В 1867 году Маттейс приезжает в Париж, где ему помогает устроиться живущий уже во французской столице брат Якоб. В 1870 году, с началом Франко-прусской войны, Маттейс записывается добровольцем во французскую армию. Во время Парижской коммуны художник находился в городе и, хотя не был сам коммунаром, к борьбе парижан с немецкими и контрреволюционными войсками относится с большим сочувствием. Нарисованные им в этот период полотна — по политическим соображениям — продавались во Франции очень тяжело (в то время как в Англии работы М. Мариса неизменно пользовались популярностью). В 1877 году художник уезжает в Лондон, где живёт уже до конца своей жизни — сперва в доме своего «покровителя» и агента по продажам Котье, а с 1888 года, после разрыва с последним — в собственном доме. Хотя за время жизни в Англии М. Марис и немного рисовал, похороны его в Лондоне прошли с оказанием ему почестей как знаменитому художнику.
Большинство полотен кисти М. Мариса находятся в музеях и частных собраниях Великобритании и США. Большим почитателем таланта художника был Винсент ван Гог.

## Галерея

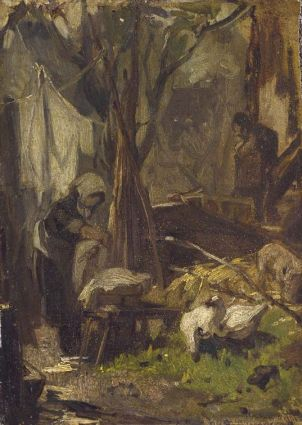
День стирки (1917)
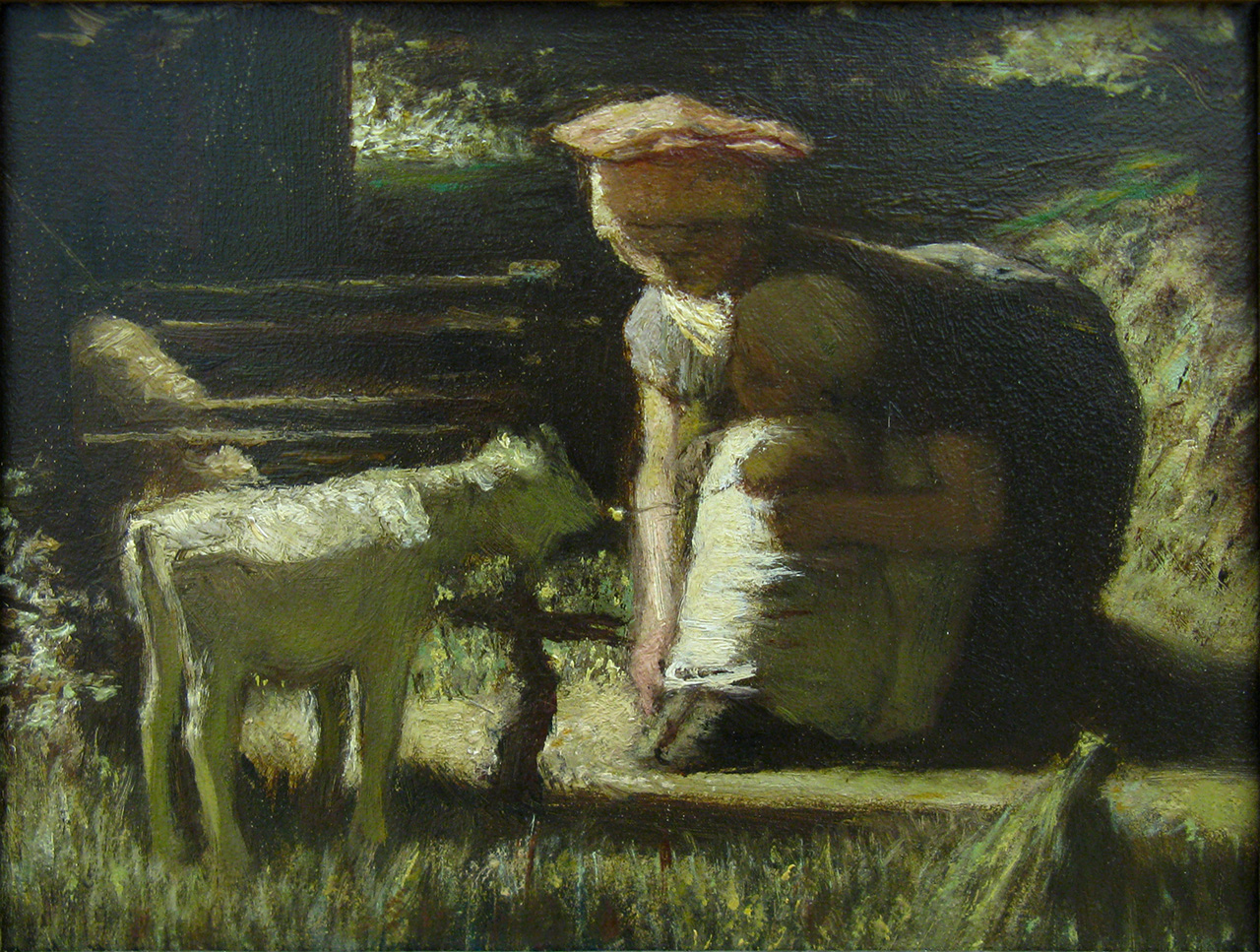
Знакомство (1865-1866)
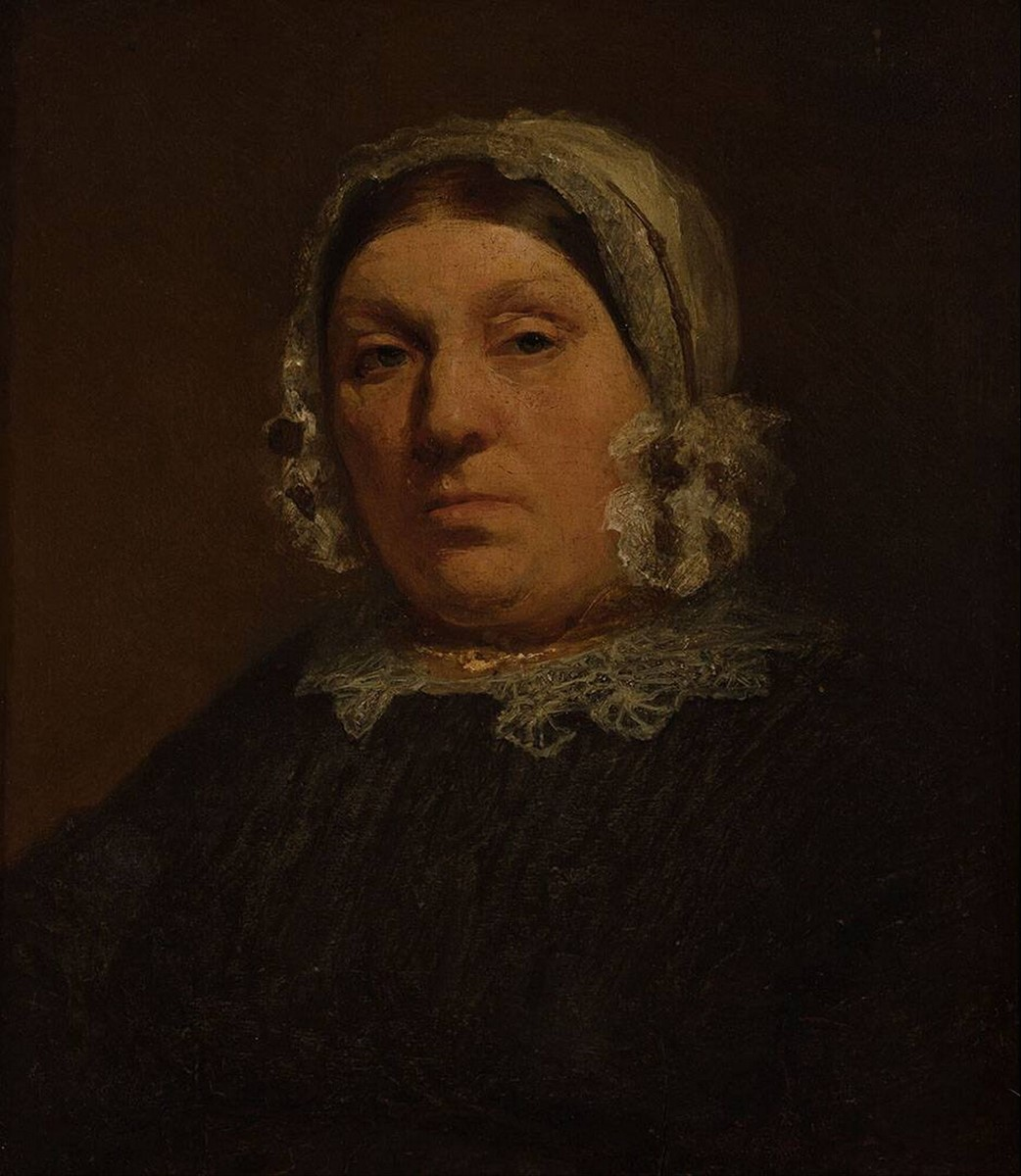
Портрет И.-М.Берендес-Шмидт (1852-1855)
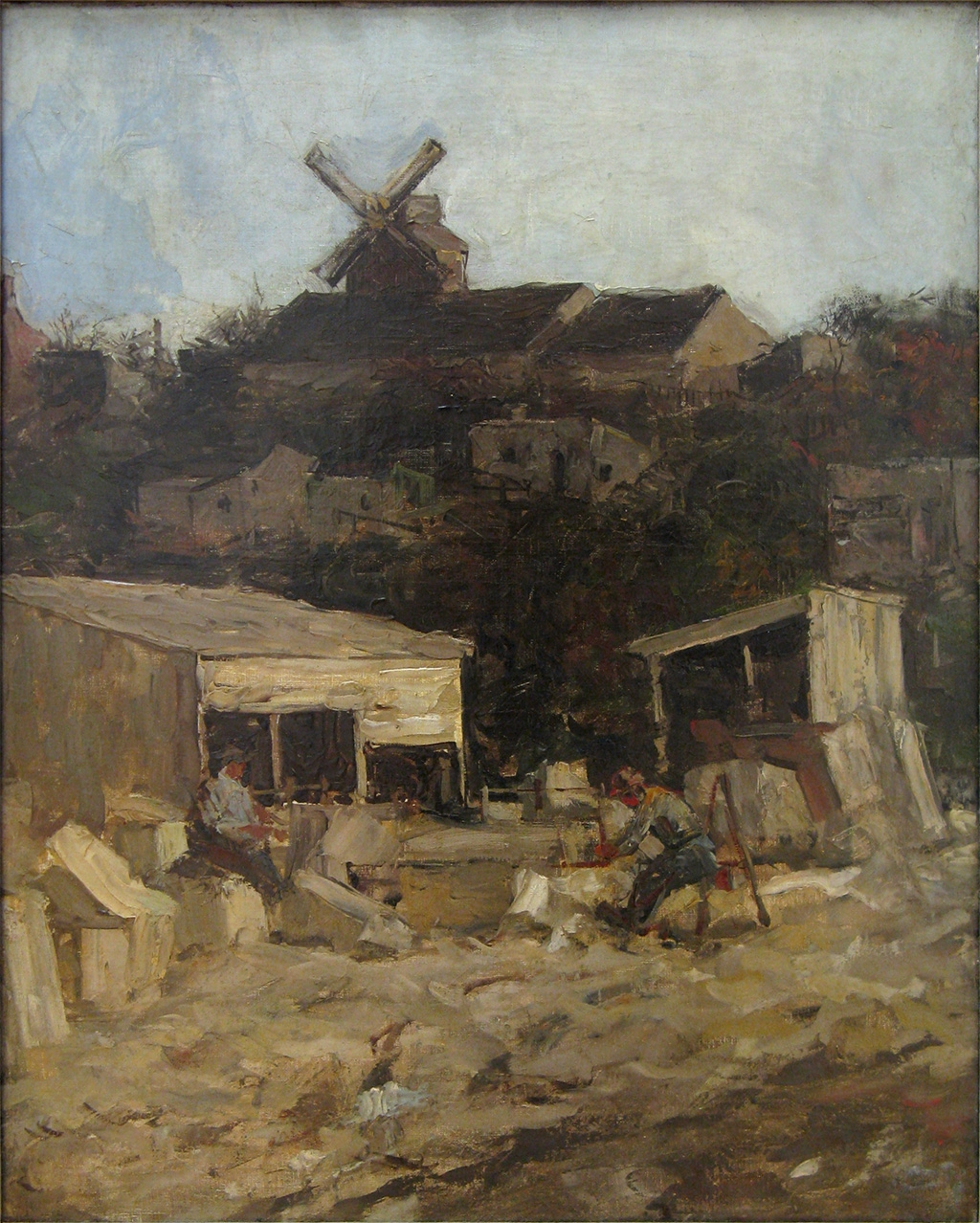
Каменоломня близ Монмартра (1871-1873)
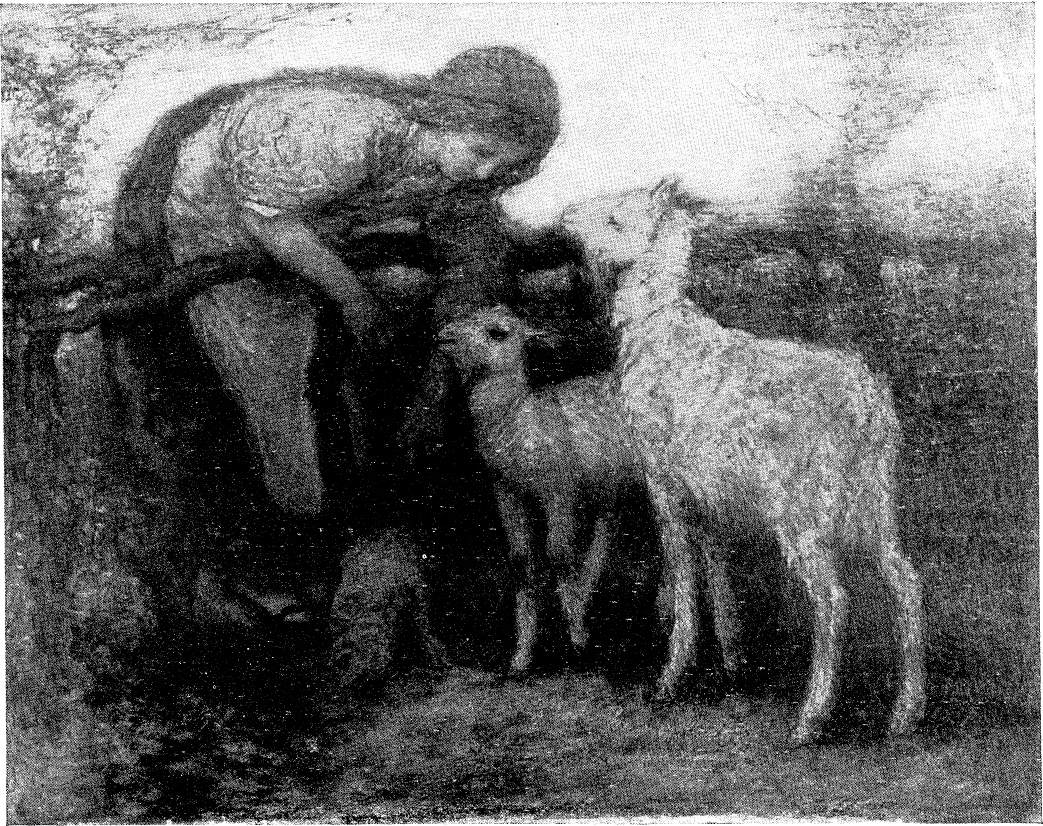
Идиллия (1898)